# Cicadetta montana

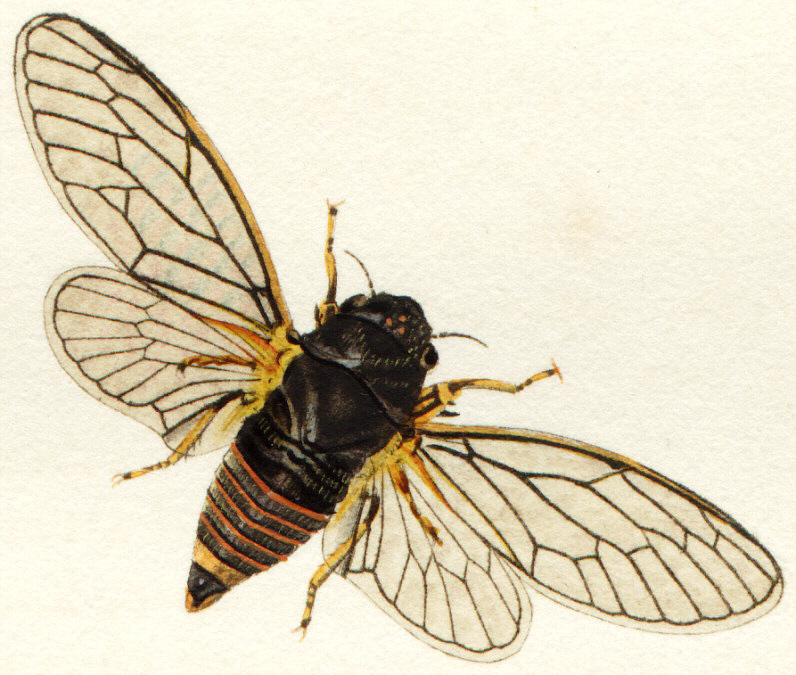
Cicadetta montana macho

La cigarra de monte (también conocida como cigarra de New Forest) (Cicadetta montana)  es una especie de Cicadetta que se encuentra en toda Europa y en partes de Asia.
Se considera en peligro de extinción en gran parte de Europa y ha desaparecido de varias áreas de Europa Occidental. Es la única especie de cigarra nativa de Inglaterra y Finlandia (Åminnefors en Pohja).

## Descripción

### Reproducción
Las hembras adultas inyectan sus huevos en los tallos de las plantas alimenticias, y cuando emergen las larvas, excavan bajo tierra y como ninfas se alimentan de la savia de las raíces. Estos ciclos subterráneos pueden durar muchos años y difieren para cada especie.
Las hembras tienen un cuerpo que mide unos 50 mm de longitud, siendo los machos mucho más pequeños. Tiene alas transparentes con venas prominentes, dobladas sobre la espalda cuando está en reposo, y un cuerpo de color gris pizarra oscuro o negro con anillos anaranjados opacos alrededor del abdomen. Las patas están marcadas con naranja opaco al igual que los bordes delanteros de las alas (costas).
Como ocurre con todas las cigarras, los machos producen las llamadas agudas y zumbantes flexionando rápidamente membranas similares a las de los tambores, mientras que las hembras se limitan a producir clics. La llamada de C. montana suena como un silbido estático para el oído humano desnudo y se mantiene con pausas relativamente cortas a intervalos irregulares. Su chillido era venerado por los antiguos griegos, pero detestado por Virgil.

## Plantas alimenticias
- Betula pendula (abedul común)
- Betula pubescens (abedul pubescente)
- Corylus avellana (avellano común)
- Crataegus monogyna (espino albar)
- Fagus sylvatica (haya común)
- Pteridium aquilinum (helecho águila)
- Quercus robur (roble común)
- Ulex europaeus (tojo común)[6]

## Historia taxonómica
En 1772, Scopoli describió y nombró el espécimen tipo de Eslovenia como Melampsalta montana, y luego se cambió a Cicadetta montana. Ha resultado no ser un solo taxón, sino un complejo de especies estrechamente relacionadas que se distinguen por sus canciones. Utilizando este método de diferenciación, se han separado del complejo al menos 10 especies. La clasificación por llamadas ha llevado a que se propongan tres grupos principales que se corresponden en gran medida con los clados sugeridos por los análisis de ADN: una nueva especie que no encaja en el esquema propuesto.

### Sinonimia
- Melampsalta montana Scopoli, 1772
- Cicadetta flavofenestrata Goeze, 1778
- C. schafferi Gmelin, 1780
- C. pygmaea Olivier, 1790
- C. dimidiata Fabricio, 1803
- C. anglica Samouelle, 1819
- C. parvula Walker, 1850
- C. saxonica Hartwig, 1857
- C. megerlei Fieber, 1876
- C. longipennis Fieber, 1876[10]

## Proyecto de cigarras New Forest
No se ha visto ni escuchado a C. montana en ningún lugar de Gran Bretaña desde 2000. En 2013, en un intento de localizar los especímenes restantes, los desarrolladores han escrito software de aplicación para smartphones, lo que permite a los usuarios escuchar frecuencias de sonido más allá del rango humano normal. Hasta diciembre de 2015, más de 3000 personas han descargado el ″Hunt for the New Forest Cicada app″ sin éxito en Gran Bretaña, aunque la aplicación ha registrado el insecto en Eslovenia. Desde 2016 en adelante, se han desplegado 100 dispositivos autónomos de monitoreo acústico cada año en New Forest.
C. montana también desapareció entre 1941 y 1961, por lo que su ausencia actual puede ser parte de un ciclo.